# Lula Isnaurowna Schumalajewa
Lula Isnaurowna Schumalajewa (russisch Лула Изнауровна Жумалаева; * 18. Februar 1960 in Grosny; † 28. April 2019 ebenda) war eine sowjetische bzw. russische Dichterin tschetschenischer Herkunft (Pseudonyme Lula Kuni, L. Isnaurowa, L. K., Subat).

## Leben
Schumalajewa studierte in Grosny an der Staatlichen Universität Tschetscheno-Inguschetiens in der Philologie-Fakultät und in der Journalistik-Fakultät jeweils mit Abschluss.
Ab 1976 erschienen Schumalajewas Gedichte in der örtlichen Presse. Zusammen mit anderen Autoren veröffentlichte sie mehrere Gedichtbände. Darauf erschienen ihre Gedichte auch in der Literaturnaja gaseta, der Völkerfreundschaft und in weiteren überörtlichen Zeitschriften. Sie gehörte zu den Autoren des während des Zweiten Tschetschenienkriegs in Moskau erschienenen Prosa-Sammelbands der Schriftsteller des Nordkaukasus.
Schumalajewa lehrte in Grosny an der Tschetschenischen Staatlichen Universität am Lehrstuhl für Allgemeine Linguistik. Sie übersetzte ins Russische Werke der tschetschenischen Autoren Scharip Zurujew, Mussa Beksultanow, Said Badujew u. a. Im Übrigen arbeitete sie als Journalistin und Redakteurin für Zeitschriften und leitete selbst die Zeitschrift Nana.
Mit Raissa Achmatowa wurde Schumalajewa 2012 als Vertreterin der tschetschenischen Poesie in die Anthologie der Weltfrauenpoesie aufgenommen.
Schumalajewa starb am 28. April 2019 in Grosny nach schwerer Krankheit.

## Ehrungen, Preise
- Jubiläumsmedaille des Schriftstellerverbands Russlands
- Ehrenurkunde des Präsidenten der Republik Tschetschenien (2008)[6]